# Tinhosa Pequena
Tinhosa Pequena – niezamieszkana wysepka na Oceanie Atlantyckim, w Zatoce Gwinejskiej, należąca do Wysp Świętego Tomasza i Książęcej, o powierzchni 0,03 km². Wraz z Tinhosa Grande tworzy mały archipelag Pedras Tinhosas.
Od 2012 wysepka wchodzi w skład Rezerwatu Biosfery Wyspy Książęcej.